# Pritschroda
Das Gutsgehöft Pritschroda gehört zur Gemeinde Freienorla im Saale-Holzland-Kreis in Thüringen.

## Geografie
Auf einer höheren Ebene gegenüber Orlamünde zwischen Orla- und Saaletal liegt Pritschroda östlich von Freienorla. Von Freienorla ist das Gut über eine Verbindungsstraße zu erreichen. Die Hochfläche ist mit Wald umgeben.

## Geschichte
1083 bis 16. Februar 1084 ist die urkundliche Ersterwähnung nachgewiesen.
Seit 1.000 Jahren ist es ein landwirtschaftliches Gut, dann wurde es DDR-Jugendherberge. Jetzt ist es ein Schulbauernhof mit Urlaubsgästen, Wanderreiten und einem Hof mit vielen Tieren.